# Siachoque
Siachoque è un comune della Colombia facente parte del dipartimento di Boyacá.
Il centro abitato venne fondato da Jerónimo de Peralta nel 1556, mentre l'istituzione del comune è del 2 agosto 1949.